# Обсерваторія Ондржейов
Обсерваторія Ондржейов — астрономічна обсерваторія, відкрита 1906 року біля села Ондржейов за 35 км південно-західніше Праги, Чехія. Обсерваторія належить Астрономічному інституту Академії наук Чеської Республіки. Налічує 125 співробітників.

## Керівники обсерваторії
- Йозеф Ян Фріч[cs] — засновник обсерваторії.

## Історія обсерваторії
Обсерваторію заснував 1898 року чеський поціновувач астрономії Йозеф Ян Фріч, як приватну. Будівництво тривало 8 років, а перші дослідження були проведені в ніч з 31 липня на 1 серпня 1906 року. 28 жовтня 1928 року на честь десятих роковин незалежності Чехословаччини Йозеф подарував обсерваторію державі. Обсерваторія працювала як частина Карлового університету до заснування в 1953 році Чехословацької академії наук, у складі якої почала працювати під керівництвом Астрономічного інституту у співпраці з іншими обсерваторіями світу.

## Інструмент обсерваторії
- 2-м Цейс, Касегрен
- Річі — Кретьєн 65-см (схожий на Цейс-600)
- BART — MEADE 8"
- 10-м радіотелескоп сонячний
- Метеорний радіотелескоп
- Історичний (здвоєний) телескоп

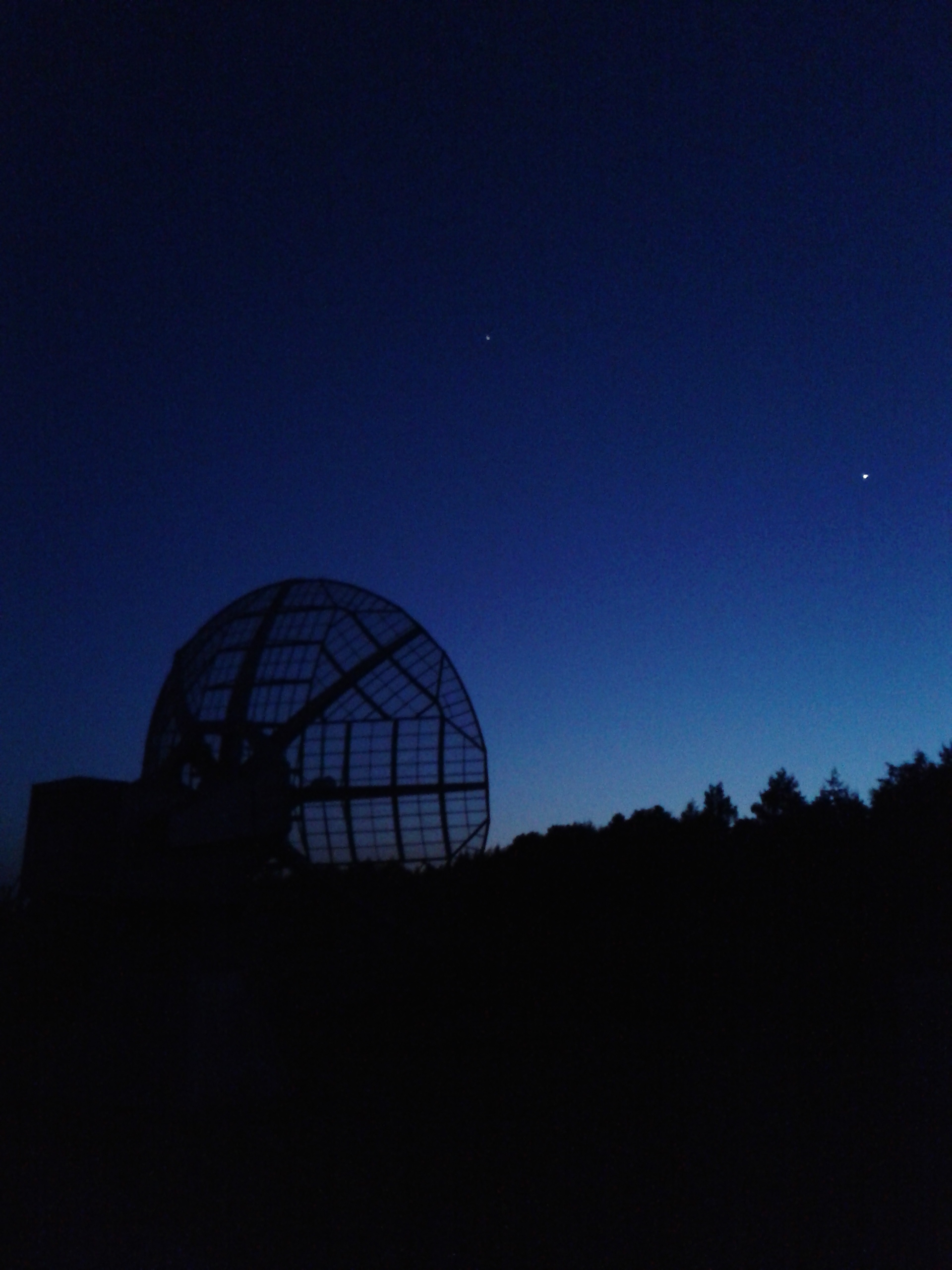
10-метровий рідіотелескоп з Венерою і Юпітером на небі.
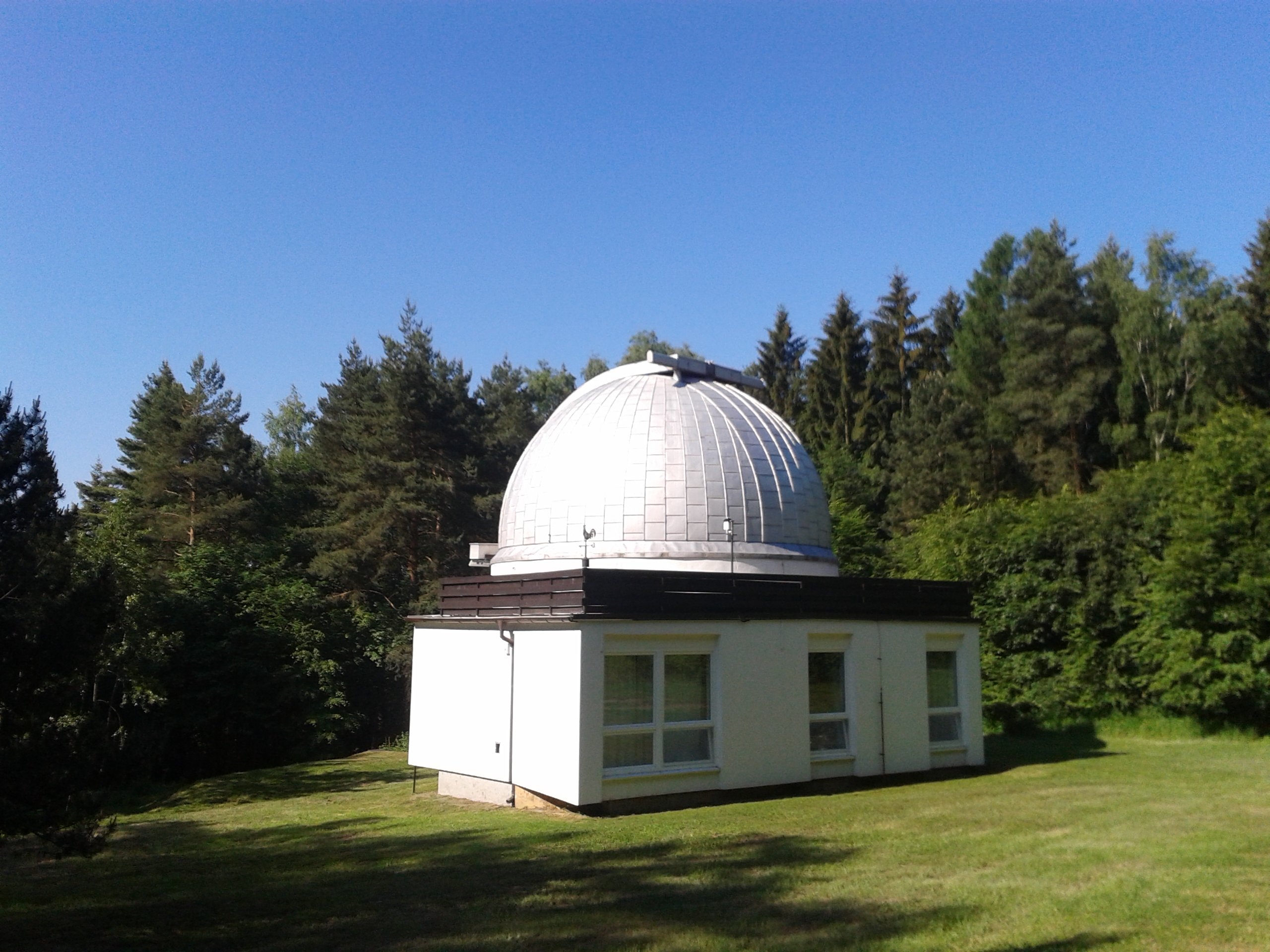
Купол 65-см телескопа.
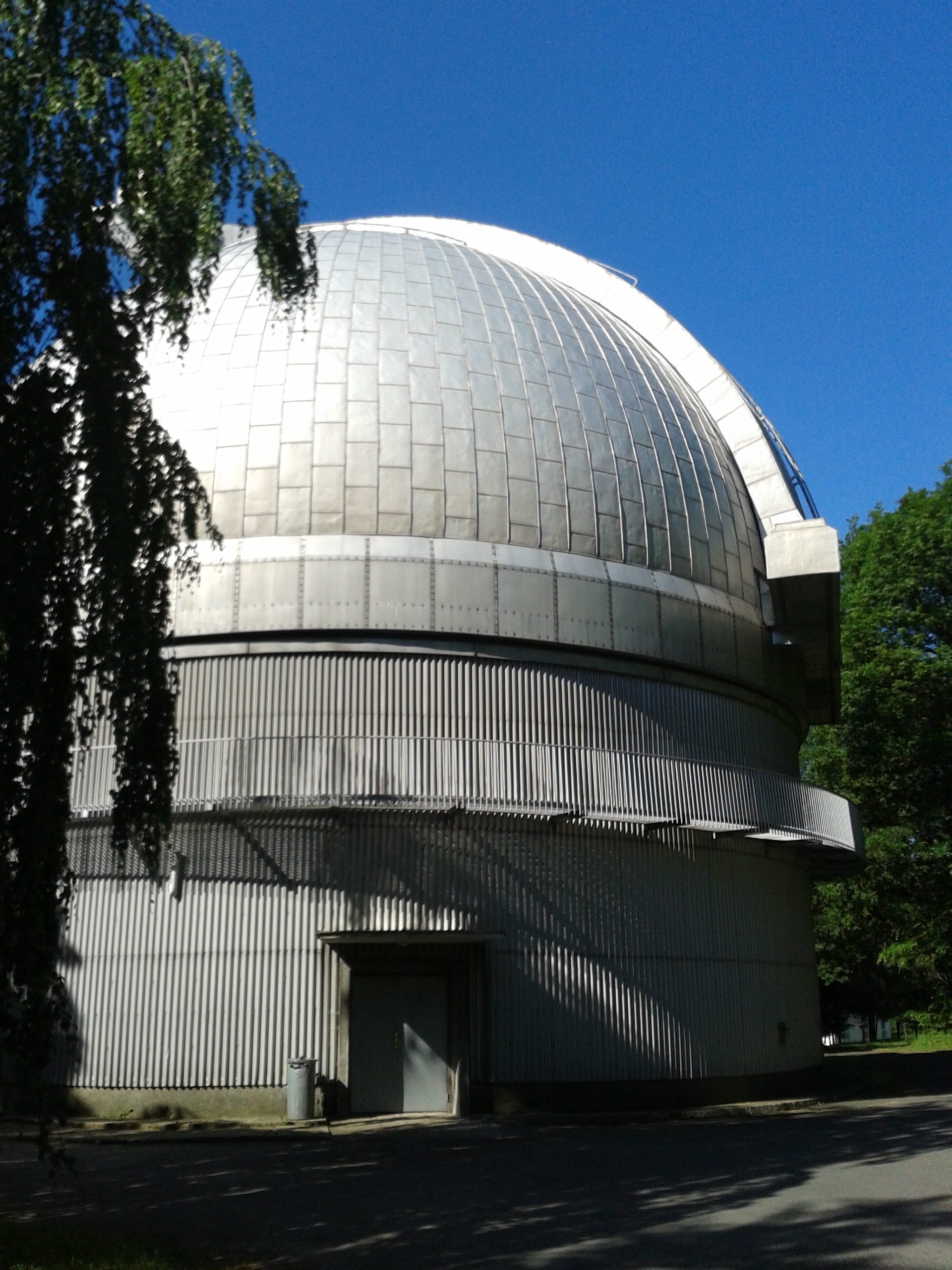
Купол 2-м телескопа.

## Відділи обсерваторії
- Сонячний
- Зоряних досліджень
- Міжпланетної речовини
- Галактичний
- Планетних систем
- Динаміки руху ШСЗ
- Астрофізики

## Напрями досліджень
- Відкриття астероїдів
- Високоточна фотометрія астероїдів
- Пошук спалахів Нових в М31
- Спостереження болідів
- Радіоспостереження Сонця

## Досягнення
- Відкрито 652 астероїди з 1994 по 2008 рік[1].
- 47084 астрометричних замірювань опубліковано з 1981 по 2011 рік[2].
- Підтвердження подвійності астероїда 66391 Мошуп.
- Керування Європейською болідною мережею.

## Адреса
Fričova 298, 251 65 Ondřejov

## Цікаві факти
- На цей час обсерваторія займає 27-ме місце серед усіх обсерваторій світу за кількістю відкритих астероїдів[1].
- Командир «Аполлону-17» Юджин Сернан взяв із собою на місяць прапор Чехословаччини, бо його пращури походили саме звідти. Потів він подарував цей прапор Астрономічному інституту Академії Наук Чеської Республіки в Ондржейові.